# Деповська вулиця (Конотоп)
Вулиця Деповська — вулиця міста Конотоп Сумської області.

## Назва
Отримала назву через локомотивне депо, що побудоване на території, що прилягає до вулиці, у 1868 році.

## Історія
Існують данні, за якими вулиця існує з кінця XIX століття. Перші згадки про вулицю датовані 28 червня 1929 року.
За час існування вулиця назви не змінювала.